# Vilmorinia
Vilmorinia là một chi thực vật có hoa trong họ Đậu.